# 1979-es fedett pályás atlétikai Európa-bajnokság
Az 1979-es fedett pályás atlétikai Európa-bajnokságot Bécsben, Ausztriában rendezték február 24. és február 25. között. Ez volt a 10. fedett pályás Eb. A férfiaknál 11, a nőknél 8 versenyszám volt. 
Mátay Andrea magasugrásban Európa-bajnok lett, Paróczai András 800 méteren bronzérmet szerzett.

## A magyar sportolók eredményei
Magyarország az Európa-bajnokságon 8 sportolóval képviseltette magát.
Érmesek
| Érem  | Versenyző       | Versenyszám | Dátum       |
| ----- | --------------- | ----------- | ----------- |
| Arany | Mátay Andrea    | Magasugrás  | február 25. |
| Bronz | Paróczai András | 800 m       | február 25. |

## Éremtáblázat
(A táblázatban Magyarország és a rendező nemzet eltérő háttérszínnel kiemelve.)
| Helyezés | Nemzet         | Arany | Ezüst | Bronz | Összesen |
| 1.       | NDK            | 4     | 3     | 1     | 8        |
| 2.       | Szovjetunió    | 3     | 5     | 8     | 16       |
| 3.       | Lengyelország  | 3     | 3     | 0     | 6        |
| 4.       | Csehszlovákia  | 1     | 2     | 0     | 3        |
| 5.       | Nagy-Britannia | 1     | 1     | 2     | 4        |
| 6.       | Bulgária       | 1     | 1     | 1     | 3        |
| 7.       | Finnország     | 1     | 1     | 0     | 2        |
| 8.       | Románia        | 1     | 0     | 2     | 3        |
| 9.       | Magyarország   | 1     | 0     | 1     | 2        |
| 10.      | Írország       | 1     | 0     | 0     | 1        |
| 10.      | Spanyolország  | 1     | 0     | 0     | 1        |
| 10.      | Svájc          | 1     | 0     | 0     | 1        |
| 13.      | NSZK           | 0     | 2     | 2     | 4        |
| 14.      | Olaszország    | 0     | 1     | 0     | 1        |
| 15.      | Ausztria       | 0     | 0     | 1     | 1        |
| 15.      | Svédország     | 0     | 0     | 1     | 1        |

## Érmesek
- WR – világrekord
- CR – Európa-bajnoki rekord
- AR – kontinens rekord
- NR – országos rekord
- PB – egyéni rekord
- WL – az adott évben aktuálisan a világ legjobb eredménye
- SB – az adott évben aktuálisan az egyéni legjobb eredmény

### Férfi
| Versenyszám | Arany                                 | Arany      | Ezüst                             | Ezüst   | Bronz                              | Bronz   |
| ----------- | ------------------------------------- | ---------- | --------------------------------- | ------- | ---------------------------------- | ------- |
| 60 m        | Marian Woronin · Lengyelország        | 6,57 CR    | Leszek Dunecki · Lengyelország    | 6,62    | Petar Petrov · Bulgária            | 6,63    |
| 400 m       | Karel Kolář · Csehszlovákia           | 46,21 CR   | Stefano Malinverni · Olaszország  | 46,59   | Horia Toboc · Románia              | 46,86   |
| 800 m       | Antonio Páez · Spanyolország          | 1:47,4a    | Binko Kolev · Bulgária            | 1:47,8a | Paróczai András · Magyarország     | 1:48,2a |
| 1500 m      | Eamonn Coghlan · Írország             | 3:41,8a    | Thomas Wessinghage · NSZK         | 3:42,2a | John Robson · Nagy-Britannia       | 3:42,8a |
| 3000 m      | Markus Ryffel · Svájc                 | 7:44,43 CR | Christoph Herle · NSZK            | 7:45,44 | Alekszandr Fedotkin · Szovjetunió  | 7:45,50 |
| 60 m gát    | Thomas Munkelt · NDK                  | 7,59 CR    | Arto Bryggare · Finnország        | 7,67    | Eduard Pereverzev · Szovjetunió    | 7,70    |
| Rúdugrás    | Władysław Kozakiewicz · Lengyelország | 5,58 CR    | Konsztantyin Volkov · Szovjetunió | 5,45    | Vlagyimir Trofimenko · Szovjetunió | 5,45    |
| Magasugrás  | Vlagyimir Jascsenko · Szovjetunió     | 2,26       | Gennagyij Belkov · Szovjetunió    | 2,26    | André Schneider · NSZK             | 2,24    |
| Távolugrás  | Vlagyimir Cepeljov · Szovjetunió      | 7,88       | Valerij Podluzsnij · Szovjetunió  | 7,86    | Lutz Franke · NDK                  | 7,80    |
| Hármasugrás | Gennagyij Valjukevics · Szovjetunió   | 17,02      | Anatolij Piszkulin · Szovjetunió  | 16,97   | Jaak Uudmäe · Szovjetunió          | 16,91   |
| Súlylökés   | Reijo Ståhlberg · Finnország          | 20,47      | Geoff Capes · Nagy-Britannia      | 20,23   | Vlagyimir Kiszeljov · Szovjetunió  | 20,01   |

### Női
| Versenyszám | Arany                         | Arany      | Ezüst                                 | Ezüst   | Bronz                               | Bronz   |
| ----------- | ----------------------------- | ---------- | ------------------------------------- | ------- | ----------------------------------- | ------- |
| 60 m        | Marlies Göhr · NDK            | 7,16       | Marita Koch · NDK                     | 7,19    | Ljudmila Sztorozskova · Szovjetunió | 7,22    |
| 400 m       | Verona Elder · Nagy-Britannia | 51,80      | Jarmila Kratochvílová · Csehszlovákia | 51,81   | Karoline Käfer · Ausztria           | 51,90   |
| 800 m       | Nikolina Stereva · Bulgária   | 2:02,6a    | Anita Weiß · NDK                      | 2:02,9a | Fiţa Lovin · Románia                | 2:03,1a |
| 1500 m      | Natalia Marasescu · Románia   | 4:03,5a CR | Zamira Zajceva · Szovjetunió          | 4:03,9a | Szvetlana Guszkova · Szovjetunió    | 4:07,4a |
| 60 m gát    | Danuta Perka · Lengyelország  | 7,95       | Grażyna Rabsztyn · Lengyelország      | 8,00    | Nyina Morgulina · Szovjetunió       | 8,09    |
| Magasugrás  | Mátay Andrea · Magyarország   | 1,92       | Urszula Kielan · Lengyelország        | 1,85    | Ulrike Meyfarth · NSZK              | 1,80    |
| Távolugrás  | Siegrun Siegl · NDK           | 6,70       | Jarmila Nygrýnová · Csehszlovákia     | 6,42    | Lena Johansson · Svédország         | 6,27    |
| Súlylökés   | Ilona Slupianek · NDK         | 21,01      | Marianne Adam · NDK                   | 20,11   | Judy Oakes · Nagy-Britannia         | 15,66   |